# Die Liebe der Charlotte Gray
Die Liebe der Charlotte Gray (Originaltitel: Charlotte Gray) ist ein Kriegsdrama aus dem Jahr 2001 der Regisseurin Gillian Armstrong, basierend auf einem Roman von Sebastian Faulks.

## Handlung
Der Film spielt zur Zeit des Zweiten Weltkrieges zunächst in England und dann die meiste Zeit in Frankreich. Charlotte Gray ist eine junge Frau aus St. Andrews in Schottland, die auf ihrer Zugfahrt nach London von einem Mitreisenden zu seiner Buchveröffentlichung eingeladen wird. Dort begegnet sie einem jungen Flugoffizier, in den sie sich verliebt, und wird von dem Gastgeber zu Kriegsdiensten angeworben. Als sie erfährt, dass ihr Geliebter bei einem Flugzeugabsturz in Frankreich geblieben ist, beschließt sie, sich selbst in dem Land einsetzen zu lassen. Nach einer entsprechenden Ausbildung bekommt sie schließlich ihren ersten Auftrag. Sie soll mit dem Fallschirm über einem kleinen Dörfchen abspringen und einer Kontaktperson zwei Ersatzröhren für ein Funkgerät aushändigen.
Doch dieser Auftrag misslingt, die Kontaktperson wird gefasst, und Charlotte entkommt selber nur knapp der Verhaftung. Sie sucht Rat bei dem Résistance-Kämpfer Julien, der sie kurzerhand in dem alten Landhaus seines Vaters versteckt. Julien besucht sie alle paar Tage. Es ist eine schreckliche Zeit in Frankreich, die Juden werden waggonweise abtransportiert, und jeder, der nicht nachweisen kann, dass er Franzose ist, ebenfalls. Julien muss untertauchen und lässt Charlotte schweren Herzens zurück. Nachdem der Krieg vorbei ist, kehrt Charlotte, nach England zurück. Dort trifft sie den Flugoffizier wieder, der doch nicht gestorben, sondern in Frankreich festgehalten bzw. nicht transportfähig war. Sie gesteht ihm, dass sie nicht mehr zu ihm zurück kann. Sie kehrt nach Frankreich zurück, wo sie zu Julien geht.

## Kritik
- film-dienst 26/2002: Einfühlsam inszeniert, überzeugt der abwechslungsreich gestaltete Film durch die brillante Kameraführung und einen rasanten Schnitt. Die schwierige Balance zwischen Selbstfindungsmelodram, Kriegsdrama und Romanze gelingt nahezu vollkommen.